# Clayton Anthony Fountain
Clayton „Clay“ Anthony Fountain (* 12. September 1955 in Fort Benning, Georgia; † 11. Juli 2004 in Springfield, Missouri) war ein US-amerikanischer Strafgefangener und Serienmörder. Er war einer der gefährlichsten Strafgefangenen in der Geschichte der USA. Wegen Mordes an einem Vorgesetzten, drei Mithäftlingen und einem Gefängnisaufseher verbüßte er eine mehrfach lebenslange Freiheitsstrafe in Hochsicherheitsgefängnissen.

## Biographie
Clayton Fountain kam auf einem Armeestützpunkt zur Welt, wurde als Jugendlicher wegen bewaffneten Raubes verurteilt und trat im Alter von 17 Jahren dem United States Marine Corps bei. Wegen Mordes an einem vorgesetzten Unteroffizier im Range eines Staff Sergeants 1974 auf den Philippinen wurde er zu lebenslanger Freiheitsstrafe verurteilt und dem Militärgefängnis Fort Leavenworth zugewiesen. Dort konnte er sich jedoch im Laufe seiner Haftzeit einer Schusswaffe bemächtigen, eine Geisel nehmen und versuchte zu fliehen, wurde jedoch von einem SWAT-Team überwältigt.
Wegen seiner Gewalttätigkeit wurde er in eine zivile Strafanstalt in Fort Leavenworth überstellt, deren Personal mehr Erfahrung im Umgang mit gefährlichen und auffälligen Häftlingen besaß. Wegen dortiger Gefängnisvorfälle wurde er jedoch schließlich in das Hochsicherheitsgefängnis Marion eingeliefert, wo er der Aryan Brotherhood beitrat.
Am 1. Oktober 1979 ermordete er zusammen mit Hugh Colomb den Mithäftling Charles Stewart mit einer selbstgebastelten Stichwaffe, als sie zur täglichen Freizeitstunde aus ihren Zellen gelassen wurden. Stewart versuchte vergeblich seinen Angreifern zu entkommen und starb durch mehr als 50 Stiche in Kopf, Hals und Oberkörper. Fountain und Colomb händigten anschließend dem Wachpersonal ihre Waffen aus und wurden festgenommen. Fountain plädierte vor Gericht auf Notwehr, wurde jedoch wegen vorsätzlichen Totschlags verurteilt.
Am 22. November 1981, rund eine Stunde nach dem Abendessen, strangulierte Fountain zusammen mit Thomas Silverstein den schwarzen Mithäftling Robert Chappelle in dessen Zelle, als er mit dem Kopf zu den Gitterstäben liegend eingeschlafen war. Bei der Tat soll es sich um einen Auftragsmord gehandelt haben, da Chappelle der verfeindeten Gefängnisgang D.C. Blacks angehörte und ein Mitglied der mit der Aryan Brotherhood verbündeten Mexican Mafia beleidigt hatte. Fountain wurde erneut zu lebenslanger Freiheitsstrafe verurteilt. Der nationale Anführer der D.C. Blacks, Raymond Smith, war in der Zwischenzeit ebenfalls nach Marion überstellt worden und drohte Fountain und Silverstein mit dem Tod.
Am 27. September 1982 baten Fountain und Silverstein darum, gemeinsam trainieren zu dürfen, und wurden in einen nur mit Fliegengitter gesicherten Freizeitbereich geführt. Dort zersägten sie das Gitter mit einem eingeschmuggelten Sägeblatt und drangen in den Duschraum ein, wo sich gerade Raymond Smith befand. In einem heftigen Kampf, bei dem auch Fountain verletzt wurde, rangen die beiden Raymond Smith zu Boden und töteten ihn mit fast 70 Stichen. Anschließend zogen sie die Leiche über den Flur der Etage.
Fountain wurde nun, wie auch Silverstein, 23 Stunden am Tag in einer Einzelzelle weggeschlossen. Für Dusch- oder Hofgänge wurden sie mit Hand- und Fußfesseln versehen und von jeweils drei Aufsehern begleitet. Am 22. Oktober 1983 wurde Silverstein zu einem Duschgang abgeholt und mit Hand- und Fußfesseln von drei Wärtern abgeführt, als er plötzlich seine Hände in die Zelle eines Mithäftlings steckte, der ihm in wenigen Sekunden die Handschellen öffnete und ihm eine Stichwaffe übergab. Silverstein stürzte sich blitzschnell auf den Aufseher Merle Clutts und tötete ihn mit mehreren Stichen, ehe er überwältigt werden konnte.
Später am selben Tag, als Fountain gefesselt und von drei Aufsehern begleitet von seiner Freizeitstunde zurück in seine Zelle geführt wurde, steckte er seine Hände ebenfalls in die Zelle eines Mithäftlings, welcher ihm blitzschnell die Handschellen öffnete. Danach stürzte sich Fountain auf die Aufseher und überwältigte alle drei mit einer selbstgebastelten Stichwaffe; der Aufseher Robert Hoffman starb durch zahlreiche Stichverletzungen, während die Aufseher Jerry Powles und Roger Ditterline mit schwersten Verletzungen überlebten. Ditterline blieb durch seine Verletzungen jedoch dauerhaft arbeitsunfähig. Mit dieser Aktion wollte die Aryan Brotherhood die Botschaft überbringen, dass wirklich niemand vor ihr sicher sei.
Aufgrund der beiden Wärtermorde wurde bis 1994 das Bundesgefängnis ADX Florence erbaut – laut Guinness-Buch der Rekorde das sicherste Gefängnis der Welt. Silverstein gehörte zu den ersten Insassen dieser neuen Einrichtung im Supermax-Standard. Clayton Fountain wurde aufgrund seines inzwischen verschlechterten Gesundheitszustandes in das United States Medical Center for Federal Prisoners in Springfield, Missouri überstellt, wo er am 11. Juli 2004 an einem Herzinfarkt verstarb.